# Debalina Majumder
Debalina Majumder (nascuda el 1972, Kolkata, Índia) és una cineasta, escriptora, productora i directora de fotografia índia. Va estudiar Literatura Comparada a Universitat de Jadavpur. Debalina ha treballat en llargmetratges documentals, curtmetratges, diaris de viatges, vídeos musicals, pel·lícules corporatives, telefilms i pel·lícules experimentals. És una apassionada pels temes ambientals, el gènere, la sexualitat i de tant en tant escriu per a diaris i revistes. També ha treballat àmpliament com a directora de fotografia.
El 2005, el seu curtmetratge sobre futbol de fang a Calcuta, (Sar..r..ra/ Joy Run) fou seleccionada per la competició de curtmetratges <Shoot Goals! Shoot Movies!>, Berlinale Talent Campus, a Berlin, i també inclòs a la compilació de la Copa del Món de la Fifa 2006.
Basada en la història de dos amants que es van suïcidar, al poble de Nandigram (Bengala Occidental, Índia), la pel·lícula de Debalina "... ebang bewarish" ("...and the Unclaimed"), qüestionava els tabús socials. i la no acceptació familiar pel que fa a la relació entre persones del mateix sexe. " Basada en el mateix esdeveniment, la pel·lícula de ficció de Debalina "Abar Jodi Ichha Koro" (If You Dare Desire) es va estrenar el 2017 i va guanyar el Premi Diversitat al Festival Internacional de Cinema Gai i Lèsbic de Barcelona.
Després ha seguit amb "Tin Sottyi..."(In Fact...), una celebració i documentació de tres vides no normatives. Gay India Matrimony i Citizen Nagar són les seves últimes produccions.